# Rio Turakina
O rio Turakina é um rio localizado no sudoeste da Ilha Norte da Nova Zelândia. Ele flui em sentido sudoeste da sua fonte em Waiouru, mais ou menos em paralelo com o rio Whangaehu, de maior porte, e chega ao mar a 20 km a sudeste de Wanganui.